# Chris Spedding
Chris Spedding, rodným jménem Peter Robinson, (* 17. června 1944 Staveley, Derbyshire, Anglie) je anglický kytarista, zpěvák a hudební producent. Vyrůstal u adoptivních rodičů a prvním nástrojem, na který ve věku devíti let začal hrát, byly housle. Rovněž hrál na klavír, který se nacházel v jejich domě. Čtyři roky po houslích začal hrát na kytaru. Nedlouho poté, co na nástroj začal hrát, založil svou první kapelu, po níž následovalo několik dalších uskupení. Kromě rokenrolu, který byl tehdy jeho primárním žánrem, se rovněž zajímal o jazzovou hudbu. V šedesátých letech doprovázel coby sideman velké množství jazzových hudebníků. Koncem dekády hrál s kapelou The Battered Ornaments a následně do roku 1972 působil ve skupině Nucleus. Obě skupiny byly zaměřeny na jazzovou či progresivní hudbu. Své první sólové album vydal v roce 1970. Tou dobou již byl zavedeným a brzy uznávaným studiovým hudebníkem, který spolupracoval například s Memphis Slimem, Mikem d'Abem i Eltonem Johnem.
V pozdějších letech následovalo několik dalších sólových alb, úspěchu se mu dostalo roku 1975 s hitovým singlem „Motorbikin'“. V letech 1972 až 1974 hrál se skupinou Sharks, kterou sám označoval za první skutečnou rockovou kapelu, jíž byl členem. V roce 1975 se stal členem doprovodné skupiny velšského hudebníka a skladatele Johna Calea, s nímž v té době rovněž nahrál dvě alba a občasně s ním spolupracoval i v osmdesátých a devadesátých letech. Svého času byli švagry – jejich manželky byly sestrami. Koncem sedmdesátých let byl členem doprovodné skupiny zpěváka Bryana Ferryho, s nímž obnovil spolupráci v novém tisíciletí. Od konce sedmdesátých let žil ve Spojených státech amerických, kde nějaký čas působil ve skupině The Necessaries a rovněž se začal věnovat produkci nahrávek jiných interpretů. Dlouhodobou se stala také jeho spolupráce s rockabillyovým zpěvákem Robertem Gordonem.

## Dětství (1944–1960)
Chris Spedding se narodil jako Peter Robinson dne 17. června 1944 v obci Staveley v anglickém hrabství Derbyshire. Jeho matkou byla Edith Werner Robinson, tehdy třicetiletá žena, která pracovala jako sekretářka. Jeho otec se jmenoval Cedric „Jack“ White a působil v letectvu na pozici navigátora. Dne 18. října 1943 při sestřelení letadla zahynul. Již několik měsíců před narozením svého syna měla matka, v té době provdaná za jiného muže, jasno v tom, že jej dá k adopci, a těhotenství podstoupila v tajnosti. Svého syna následně vychovávala po dobu nezbytně nutnou, tedy po tři měsíce, a následně byl Peter adoptován párem sheffieldských čtyřicátníků, Jacka a Muriel Speddingových. Rodné příjmení nové matky bylo Toundrow a za Jacka Speddinga se provdala roku 1935. Brzy se ukázalo, že nemohou mít vlastní děti. Po vypuknutí války se dočasně starali o dva německé židovské chlapce, přivezené do Anglie v rámci Kindertransportu. Později se o chlapce starala jejich vlastní matka, která za nimi přijela do Anglie, a rodiny zůstaly i poté v kontaktu. Adoptovaného syna přejmenovali na Christopher John Spedding. Když mu byly tři roky, rodiče adoptovali dívku jménem Peggy (později známou jako Maggie). Rodiče velmi obdivovali operu a klasickou hudbu a kromě řady gramofonových desek s touto hudbou měli doma také klavír. Otec byl varhaníkem a matka zpívala ve sboru. Malý Chris se tedy od malička seznamoval se hrou na klavír a sám zpíval v kostelním sboru, přestože jakékoliv formální umělecké vzdělávání vzdorovitě odmítal. V devíti letech mu rodiče zakoupili housle z osmnáctého století, na které se začal učit hrát. Přestože byl levákem, na housle hrál jako pravák (stejně jako v pozdějších letech na kytaru). V roce 1953 se Speddingovi přestěhovali ze Sheffieldu do Birminghamu.
Výrazným mezníkem ve Speddingově životě byla chvíle, kdy v roce 1956 poprvé uslyšel píseň „Heartbreak Hotel“ od Elvise Presleyho. Od té doby byl jeho vzorem Presleyův dvorní kytarista Scotty Moore. Rovněž obdivoval Dennyho Wrighta, který hrál s Lonniem Doneganem. Postupně začal objevovat další podobnou hudbu a snažil se ji interpretovat na houslích – zkoušel například písně od Eddieho Cochrana či Buddyho Hollyho, přičemž housle držel jako kytaru. V té době hrál ve školním orchestru, avšak dělal vše pro to, aby byl vyhozen – hru často díky záměrně rozladěným houslím sabotoval. Nakonec byl úspěšný a z orchestru byl vyhozen. V tuto chvíli vše směřoval k tomu, aby získal kytaru. Rodiče nový populární styl hudby, rokenrol, neuznávali a odmítali jej podpořit. Po neúspěšném pokusu o výrobu kytary vlastníma rukama mu nakonec roku 1957 rodiče jednu skutečnou zakoupili. Šlo o akustickou kytaru, neboť rodiče věřili, že Chris z rokenrolového období vyroste a začne studovat klasickou kytaru. Nedlouho poté Spedding založil svou první skifflovou kapelu pojmenovanou Hot Spuds podle jeho přezdívky (Spuds) a s ní měl již v roce 1957 první veřejné vystoupení coby kytarista. Kromě hudby se během školních let věnoval tvorbě karikatur a psaní básní. Za jednu z nich, nazvanou Battle (Bitva), získal školní cenu. V roce 1959 se rodina Speddingova vrátila zpět do Sheffieldu. V té době se Spedding začal více zajímat o jazz, a přestože ani tento styl hudby jeho rodiče příliš nepodporovali, byl pro ně přijatelnější než rokenrol. Tou dobou mu zakoupili první elektrickou kytaru (Höfner Senator).

## Kariéra

### Počátky (1960–1966)
V únoru 1960 založil kapelu The Vulcans, v níž dále hráli Len Singleton (rytmická kytara), Pete Bruce (baskytara), Richard Smith (bicí) a dva zpěváci: Keith „Fanny“ Singleton a John Frith. Kapela později prošla personálními změnami na postu baskytaristy (nakonec se této pozice ujal Len Singleton). Hrála převážně coververze skifflových a rokenrolových písní a nejčastěji vystupovala v mládežnických klubech a po roce činnosti se rozpadla. Po dokončení školy se v srpnu 1961 odstěhoval do Londýna. Zde začal pracovat v obchodě s hudebninami nazvaném The Clifford Essex. Kromě prodeje nástrojů se obchod věnoval vydávání partitur a také vlastního časopisu BMG (Banjo, Mandolin, Guitar). Spedding zde vyřizoval korespondenci, psal aranžmá a přispíval vlastními články do časopisu. První kapelou, s níž v novém bydlišti začal vystupovat, byla countryová Bill Jordan and his Country Boys. Specializovala se na coververze písní například od Johnnyho Cashe, Hanka Williamse a Jimmyho Rogerse. Kromě Spojeného království kapela hrála i v zahraničí, a to v Paříži, často však vystupovala na britských základnách amerického letectva.
V roce 1962 vydal The Clifford Essex Speddingův tutoriál pro countryovou hru na kytaru Play Country Style Guitar. Během necelých osmnácti měsíců se prodalo pět tisíc výtisků. Tou dobou začal hrát i jazzovou hudbu s tehdy třináctiletým vibrafonistou Frankem Ricottim. Brzy začali doprovázet takové hudebníky, jakými byli saxofonista Dick Heckstall-Smith a trumpetista Ian Carr. S Ricottim rovněž působil ve skupině kontrabasisty Grahama Colliera, s nímž vystupoval převážně na univerzitách. V té době měl také první zkušenosti s drogami, konkrétně s amfetaminem. V roce 1964 přijal nabídku, aby po dobu dvou měsíců hrál na lodi SS Himalaya při cestě do Austrálie. Po návratu do Londýna v únoru 1965 začal hrát v kapele Nata Templa, s nímž s přestávkami vystupoval až do roku 1969. Zároveň spolupracoval s Tommym Kinsmanem, Sidem Phillipsem a Montem Frankem. V té době stále sledoval inzeráty rockových kapel v Melody Makeru, které sháněly kytaristu, avšak úspěšný nebyl. V roce 1966 absolvoval první oficiální nahrávání – hrál na demonahrávkách zpěvačky Dany Gillespie.

### The Battered Ornaments (1967–1969)

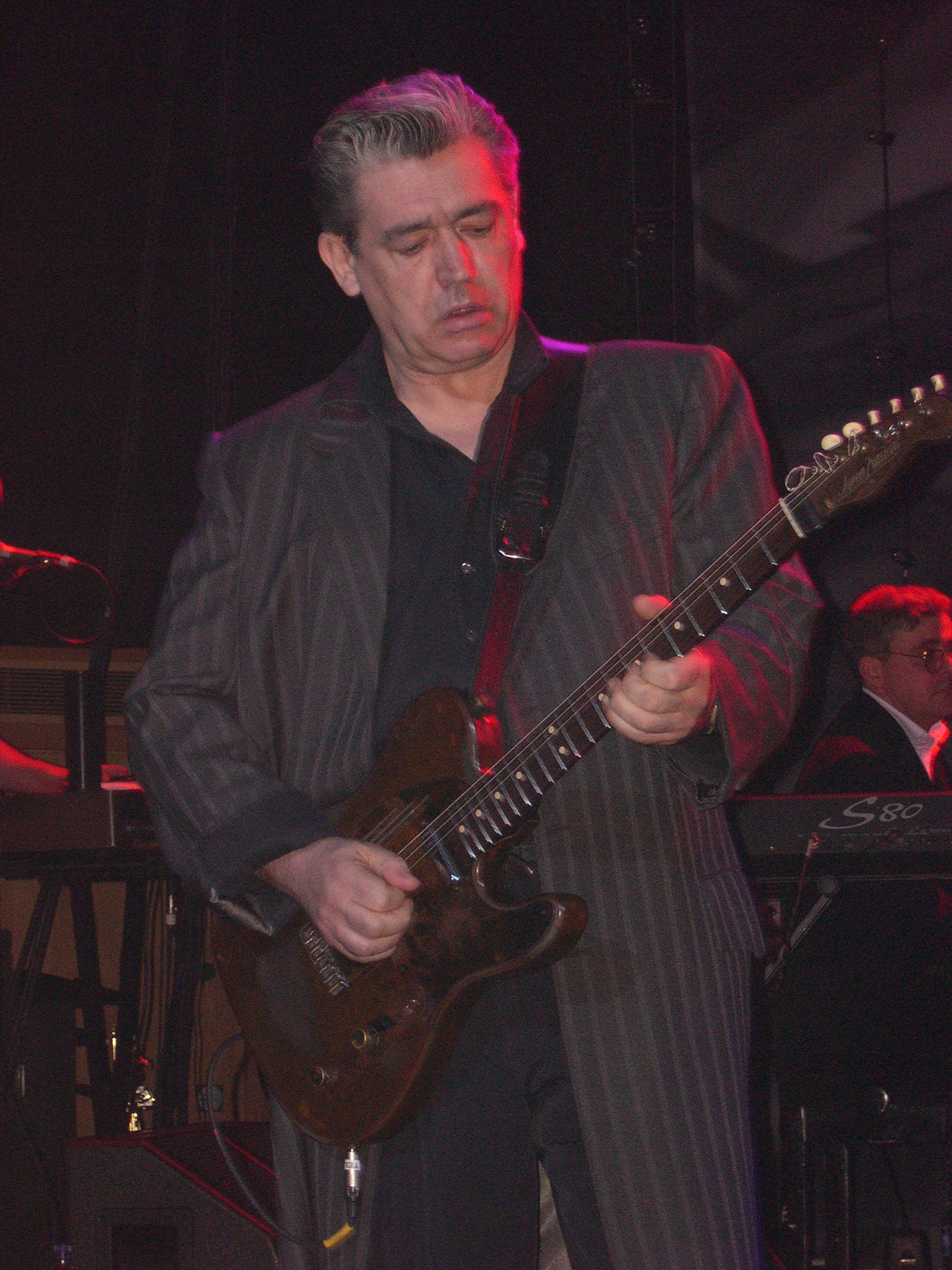
Chris Spedding během koncertu Bryana Ferryho v Cardiffu (2003)

V roce 1967 začal Spedding vystupovat s kapelou The Battered Ornaments, kterou dal dohromady básník a textař Pete Brown. Spedding, který již delší dobu hledal rockovou kapelu, v níž by mohl hrát, uvedl, že tato skupina byla dokonalá v tom, že byla kombinací rocku, jazzu a anarchie. Skupina ve svém klasickém složení fungovala přibližně rok a půl a odehrála více než stovku koncertů. Přesto měl Spedding v roce 1968 dostatek volného času, aby se stal členem další kapely, bluesrockové skupiny Smile. Koncem května toho roku kapela vydala svůj první singl „Penny for the Wind“, jehož producentem byl Lionel Morton. Spedding na nahrávce hrál na nenáviděné housle a také na baskytaru, na níž hrál již v minulosti s Montem Frankem. Existence kapely byla velmi krátká. Téhož roku Spedding hrál na prvním albu kvarteta Franka Ricottiho s názvem Our Point of View a rovněž jej doprovázel při koncertech.
V lednu 1969 zaskakoval při londýnském uvedení muzikálu Vlasy. Kromě The Battered Ornaments doprovázel Spedding v roce 1969 Paula Jonese, Alana Price, Mika Westbrooka, ale také zpěvačku Dusty Springfield. Toho roku vydali The Battered Ornaments své první album s názvem A Meal You Can Shake Hands with in the Dark. V době nahrávání se ve studiu zastavil Jack Bruce, který Speddinga pozval na nahrávání svého prvního sólového alba Songs for a Tailor. Tento okamžik odstartoval Speddingovu kariéru studiového hudebníka. Ještě roku 1969 nahrál s The Battered Ornaments druhou desku Mantle-Piece, a to již bez dosavadního lídra Petera Browna, kterého ostatní členové vyhodili. Novým vůdcem se stal Spedding, který v několika písních na albu rovněž zpíval. V červenci 1969 odehráli týdenní koncertní rezidenci v Hamburku a později vystupovali i v Kodani. Svou činnost soubor ukončil v prosinci 1969.

### Studiový hudebník a sólové projekty (1969–1972)
V prosinci 1969, ještě před definitivním rozpadem The Battered Ornaments, se Spedding stal členem jazzrockové kapely Iana Carra Nucleus. Již v lednu šla kapela do studia, kde nahrála své debutové album pojmenované Elastic Rock. V červnu kapela vystupovala na Montreuxském jazzovém festivalu, kde získala hlavní cenu. Následovala cesta do Spojených států amerických, kde zahráli mimo jiné na Newportském jazzovém festivalu. Šlo o Speddingovu první cestu na americký kontinent. Ještě roku 1970 Nucleus vydali své druhé album We'll Talk About It Later. V té době se rovněž podílel na Carrově desce Greek Variations a zanedlouho se skupinou Nucleus nahrál ještě její třetí desku Solar Plexus, avšak již na jaře 1971 kvůli neshodám s Carrem odešel.
Po úspěchu alba Songs for a Tailor se Chris Spedding stal vyhledávaným londýnským studiovým hráčem. Této práci se věnoval již během členství ve skupině Nucleus, ale po odchodu se stala jeho hlavní činností. Často byl ve studiu šest dnů v týdnu, přičemž po večerech ještě vystupoval s různými hudebníky, například s Petulou Clark, Lulu či Barbarou Thompson, ale také Američanem Garym Burtonem, při koncertech. Navíc během dopolední hrál na nahrávkách reklamních znělek, jejichž autorem byl často Jeff Wayne. Roku 1970 se poprvé setkal se zpěvákem a producentem Mikem Battem, s nímž nahrál několik alb, často orchestrálních. Mezi hudebníky, na jejichž albech v té době hrál, patří například Memphis Slim, Harry Nilsson a Sixto Rodriguez. Na mnoha albech, jejichž nahrávání se Spedding účastnil, není uvedeno, zda na výsledné vydané desce skutečně byly jeho party použity – v některých případech mohly být přenahrány jiným kytaristou, případně použity bez uvedení v bookletu.
V červenci 1970 vydala společnost Harvest Records Speddingovo první sólové album Backwood Progression, které bylo nahráno během přibližně jednoho týdne v Abbey Road Studios a Speddinga na něm doprovázeli například basista Roy Babbington a bubeník Laurie Allan. Navzdory tomu, že předtím hrál často progresivní či avantgardní hudbu, se deska nese ve stylu amerického roots rocku a je inspirována tvorbou Boba Dylana a skupiny The Band. Tři měsíce po vydání desky, dne 13. října 1970, se Spedding na radnici v Marylebonu v londýnském Westminsteru oženil s dvaadvacetiletou Řekyní jménem Katerina „Kathy“ Koutsogiannopoulou (Spedding). V té době již neudržoval žádný kontakt se svými rodiči ani sestrou a na svou svatbu je nepozval. Se svou manželkou vychovával její dceru Melinu, kterou měla s jiným mužem ještě v Řecku. Ještě koncem roku 1970 vyšlo Speddingovo instrumentální jazzové album Songs Without Words, avšak pouze v Japonsku.
V lednu 1971 přestal Spedding vystupovat s klavíristou Mikem Westbrookem, s nímž delší dobu hrál, a nahrál s Brucem jeho třetí sólovou desku Harmony Row. Album vyšlo v červenci 1971 a Spedding se následně stal členem Bruceovy doprovodné skupiny, kterou však v únoru následujícího roku opustil. V březnu 1972 vydal Spedding své druhé řadové album The Only Lick I Know, na němž pracoval přibližně po dobu jednoho roku ve vzácných chvílích, kdy nenahrával s jinými hudebníky. V letech 1971 a 1972 byl ve čtenářské anketě časopisu Melody Maker zvolen druhým nejlepším kytaristou roku, hned za Johnem McLaughlinem.

### Sharks (1972–1974)
V září 1972 Spedding omezil práci studiového hudebníka na občasné hostování, případně spolupráci s přáteli, jakým byl například Mike Batt. Roku 1972 Speddinga kontaktoval Mike Batt s nabídkou studiové práce na albu uskupení The Wombles, což byl projekt založený na postavách ze stejnojmenného televizního seriálu pro děti, přičemž hudebníci při koncertech vystupovali v kostýmech z tohoto pořadu. Spedding nakonec hrál na čtyřech albech této kapely. Kapela The Wombles hrála rovněž veřejné koncerty v kostýmech, kterých se však Spedding až na několik výjimek neúčastnil. Výjimku tvořilo například vystoupení v pořadu Top of the Pops (1974).
Již v červenci 1971 Speddinga kontaktoval Andy Fraser, o osm let mladší baskytarista, který nedlouho předtím opustil skupinu Free, zda by nehrál v jeho nově vznikající kapele Toby. Spedding se členem skupiny nestal, avšak začátkem podzimu 1972 spolu dali dohromady kapelu Sharks. Tu Spedding označoval za první skutečnou rockovou kapelu, v níž hrál. Vedle Speddinga byl jediným stálým členem zpěvák Steve „Snips“ Parsons. Později kapela odehrála řadu koncertů, a to jak ve Spojeném království, tak i v dalších evropských zemích. Odehráli například čtčnáct vystoupení coby předkapela skupiny Roxy Music. Své první album First Water kapela vydala v dubnu 1973, přičemž Fraser brzy ze skupiny odešel. Právě při nahrávání této desky Spedding začal brát tvrdé drogy, konkrétně kokain, na němž byl následně po dobu dvaceti let závislý. V té době Speddinga rovněž opustila jeho manželka, která se následně s dcerou usadila v Amsterdamu. Manželství bylo oficiálně ukončeno až o tři roky později, v létě 1976. Od konce roku 1973 začal Spedding žít s o tři roky starší Němkou Norou Forster, která měla jedenáctiletou dceru Arianu. Nora se snažila Arianu držet co nejdál od Speddinga a jeho vlivu a ten s dívkou téměř nemluvil. Ariana se brzy stala členkou punkrockové skupiny The Slits, v níž vystupovala pod jménem Ari Up. V březnu 1974 Sharks vydali svou druhou desku Jab It in Yore Eye a odehráli turné po Spojených státech amerických coby předskokani skupiny Mountain. Po návratu do Anglie kapela začala v červnu 1974 pracovat na svém třetím albu s pracovním názvem Music Breakout. Následující měsíce kapelu provázela řada problémů, včetně odchodu členů, a vše skončilo v říjnu toho roku, kdy nahrávací společnost přestala vznik desky financovat a kapela se rozpadla.

### Sólová kariéra (1975–1977)

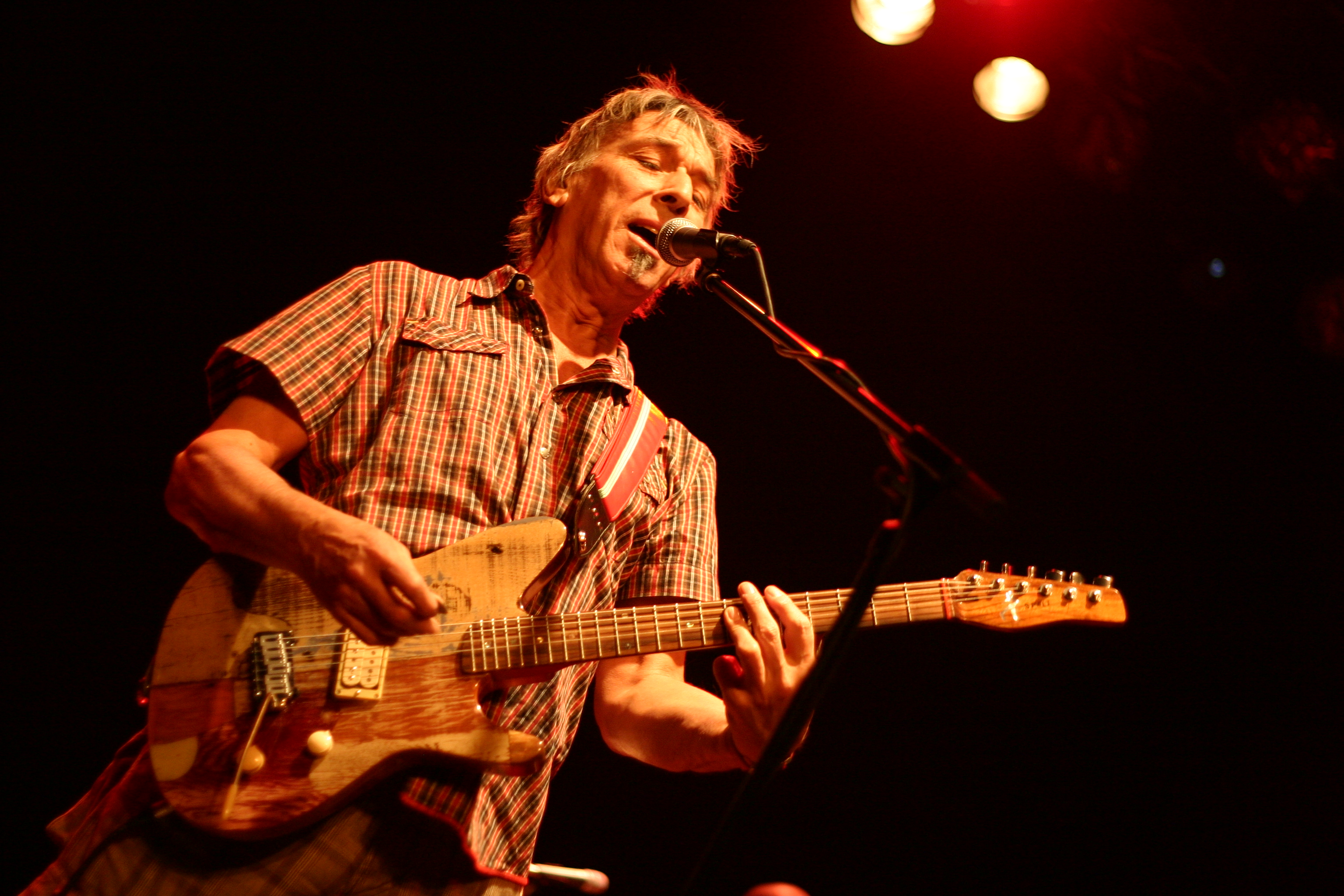
John Cale (2006)

Po rozpadu Sharks Spedding kontaktoval producenta Mickieho Mosta, neboť chtěl vydat alespoň jednu sólovou hitovou píseň. V té době se rovněž vrátil k rozsáhlejší práci studiového hudebníka. Opět se vrátil k hektickému dennímu programu, který měl již v minulosti, a sice ráno nahrával reklamní znělky a následně pracoval ve studiu s různými hudebníky. Dále působil v orchestru skečového televizního pořadu The Stanley Baxter Show. Navzdory tomu, že byl Spedding v právním sporu se společností Island Records ohledně skupiny Sharks, byl v prosinci 1974 tímto vydavatelstvím kontaktován, aby hrál na pátém sólovém albu velšského hudebníka Johna Calea s názvem Slow Dazzle. Sám neznal žádné Caleovy dřívější nahrávky ani desky skupiny The Velvet Underground, v níž v šedesátých letech působil. Během nahrávání se však ukázalo, že mají mnoho společného, včetně klasického hudebního vzdělání a blízkého vztahu k improvizaci. Spedding se tak stal členem Caleovy kapely pro nadcházející turné, které probíhalo kromě Spojeného království také v dalších evropských zemích a trvalo od dubna do května 1975. Tato sestava je jak fanoušky, tak i hudebními kolegy a samotným Speddingem, označována za nejlepší kapelu, v níž Spedding kdy hrál. Cale při koncertech často střídal tóniny a tempo, texty i celkovou strukturu písní a Spedding byl schopný jej následovat při improvizaci zcela nových písní přímo na pódiu. Když byl Spedding doma, konzumoval velké množství kokainu, avšak na turné k němu neměl takový přístup a konzumaci do značné míry omezil. Zároveň chtěl být střízlivý, když hrál s nepředvídatelným Calem.
V únoru 1975 vydal Spedding svůj první sólový singl, a sice coververzi písně „My Bucket's Got a Hole in It“, kterou popularizoval americký zpěvák Hank Williams. Singl vydala společnost Island Records, k níž byl tou dobou stále smluvně vázán. Nedlouho poté, v březnu 1975, mu však Mickie Most pomohl s osvobozením od tohoto vydavatelství. Přiměla jej k tomu Speddingova píseň „Motor Bikin'“, která měla hitový potenciál. Tu zanedlouho nahráli a dne 27. června 1975 jí společnost RAK Records vydala. V té době také hrál na albu HQ písničkáře Roye Harpera a účastnil se i následného turné. Když bylo turné již připraveno, Speddingovi zavolal Mick Jagger, zpěvák skupiny The Rolling Stones, ohledně místa kytaristy po Micku Taylorovi, který před nedávnem odešel. Vzhledem ke kompletně naplánovanému turné však nabídku odmítl.
Po skončení Harperova turné se, několik měsíců po vydání, začalo dařit Speddingovu sólovému singlu „Motor Bikin'“, který se umístil na čtrnácté příčce Britského singlové hitparády, v němž, na různých pozicích, vydržel osm týdnů. S písní rovněž vystupoval v pořadu Top of the Pops. Tou dobou absolvoval další evropské turné s Johnem Calem, a to od října do listopadu (rovněž odehráli jeden koncert v srpnu). Nedlouho předtím Spedding hrál na Caleově dalším albu Helen of Troy. Když turné skončilo, Spedding začal nejprve psát další vlastní písně a následně pod Mostovým produkčním dohledem nahrávat své třetí sólové album. Album pojmenované prostě Chris Spedding vyšlo 8. dubna 1976. Stylově zcela vybočovalo z tvorby, kterou prezentoval na svých dvou prvních deskách – je mnohem více popové.
Již několik let Spedding často nakupoval módní oblečení v obchodě Malcolma McLarena. Ten byl v této době, tedy v roce 1976, manažerem punkrockové skupiny Sex Pistols. Spedding se tou dobou na čas přestal věnovat propagaci své sólové tvorby a několikrát se s McLarenem sešel za účelem pomoci mladé skupině. V květnu produkoval několik jejich vůbec prvních demonahrávek. Nedlouho po vzniku těchto demonahrávek se Spedding po třech letech rozešel s Norou Forster.
Počátkem června 1976 sestavil Spedding vlastní doprovodnou skupinu, v níž jej doprovázeli baskytarista Pat Donaldson a bubeník Timi Donald, kteří s ním dříve hráli v Caleově kapele, a doplňoval je druhý kytarista Simon Nicol. Spolu s nimi nahrál, opět pod produkčním dohledem Mickieho Mosta, píseň „Lone Rider“, avšak již v srpnu se sestava rozpadla. V říjnu nahrál za doprovodu skupiny The Vibrators mnohem punkovější singl „Pogo Dancing“, který vyšel následujícího měsíce. Se skupinou rovněž odehrál několik vystoupení v rozhlase a televizi. V roce 1977 Spedding odehrál turné coby člen doprovodné skupiny Bryana Ferryho, jemuž jako členovi skupiny Roxy Music v minulosti předskakoval. Již předchozího roku hrál na jeho albech Let's Stick Together a In Your Mind. Spedding k turné svolil poté, co zastupující společnost slíbila, že bude financovat jeho vlastní turné na podzim 1977. Počátkem roku se k němu nastěhovala nová přítelkyně Penny Staples, s níž žil od předchozího roku. V dubnu 1977 vystoupil coby host při Caleově londýnském koncertu. Ferryho turné probíhalo od února do března a následně znovu od května 1977. Po jeho dokončení začal Spedding pracovat na dalším sólovém albu. Dostalo název Hurt a vyšlo v září 1977. Produkoval jej Chris Thomas a kromě autorských písní se na něm nachází coververze písní od Bo Diddleyho a Garlanda Jeffreyse. Deska je o poznání rockovější, temnější a hlasitější než předchozí. Od září byl Spedding po dobu téměř dvou měsíců na turné.

### Odchod do Spojených států (1978–1988)

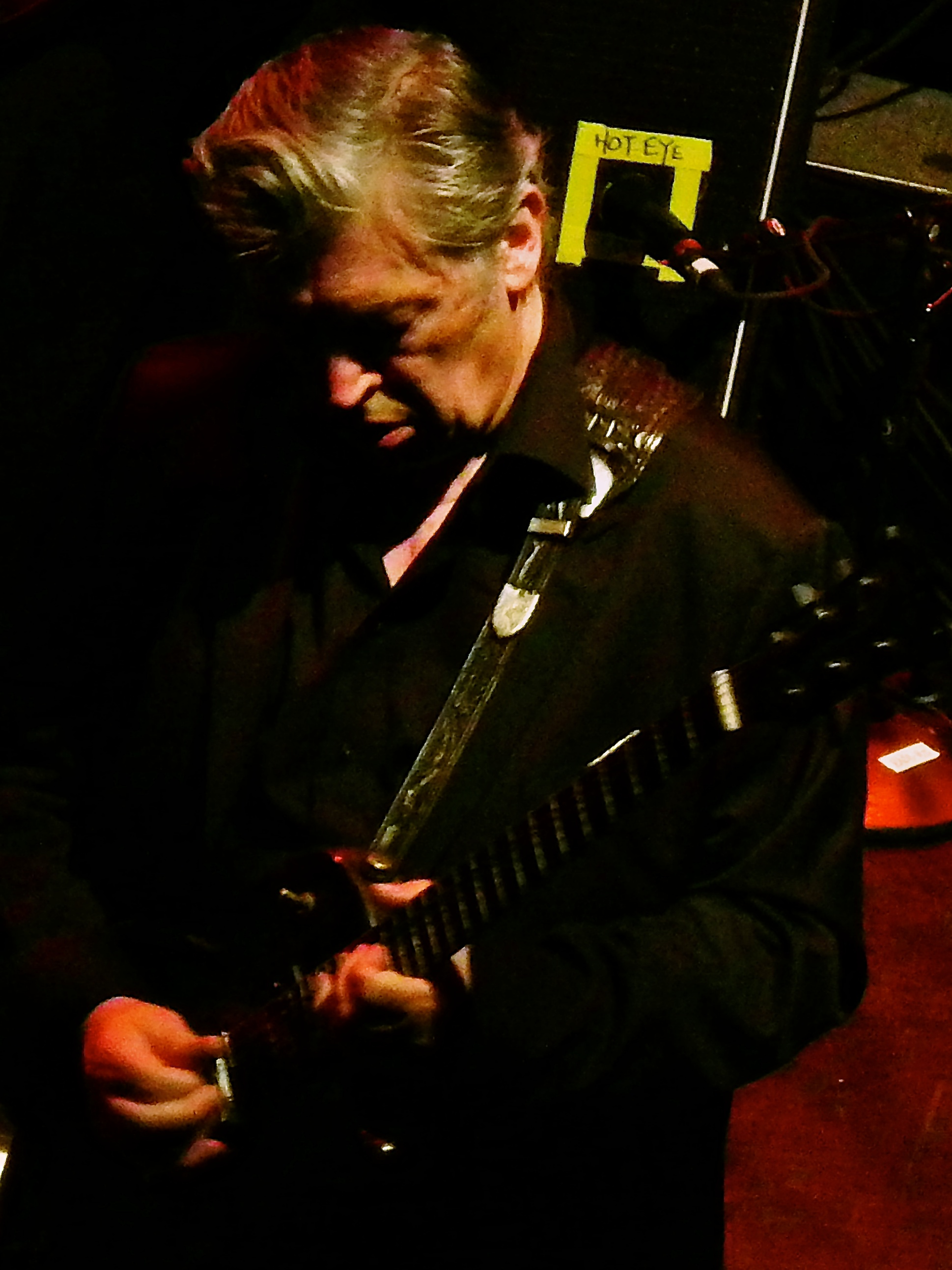
Chris Spedding během koncertu Bryana Ferryho v New Yorku (2011)

Řadu let Spedding uvažoval o odstěhování se do Spojených států amerických. V srpnu 1978 se tedy usadil v New Yorku, kde brzy začal hrát se zpěvákem Robertem Gordonem, který se věnoval rockabilly hudbě, a s nímž Spedding zanedlouho nahrál desku Rock Billy Boogie. V New Yorku se často setkával s Johnem Calem, který zde znovu od předchozího roku žil. Cale, který měl ve městě velké známosti a v šedesátých letech zde působil ve skupině The Velvet Underground, se Speddinga ujal a začal jej představovat různým lidem, včetně svého drogového dealera. Jednou od něj dostal pozvánku na recepci kapely Boston, kde potkal šestadvacetiletou baskytaristku jménem Jody Irushalmi (coby hudebnice vystupovala pod pseudonymem Jody Beach). Později se vrátil do Londýna, kde dokončil práce na svém dalším albu Guitar Graffiti, které vyšlo až v březnu 1979, a začal řešit odchod do New Yorku. Po dokončení desky se tam vrátil a zahájil turné s Robertem Gordonem. V lednu 1979 produkoval oficiálně nevydané demonahrávky kapely The Cramps. V té době byla Jody jeho stálou přítelkyní. Jednou spolu a ještě s její sestrou Risé zašli na Caleův koncert, kde Spedding vystoupil coby host. Risé se v roce 1981 za Calea provdala.
Po dokončení turné s Gordonem se Spedding koncem roku 1979 stal členem již zavedené newyorské kapely The Necessaries. Tu opustil po přibližně čtrnácti měsících v roce 1981. Toho roku se na čas vrátil do Londýna, kde produkoval sólové album Stevea Parsonse nazvané La Rocca!. V té době rovněž vydal své další sólové album I'm Not Like Everybody Else – jeho poslední vydané společností RAK Records. Následovalo společné turné s Parsonsem po východním pobřeží USA a Kanady. Později odehrál další turné za doprovodu jiných hudebníků a občasně hrál i s Calem, například na albu Music for a New Society, ale i při koncertech. Koncem roku 1982 začal opět hrát s Gordonem a následujícího roku spolupracoval coby studiový hudebník například s Paulem McCartneyem, Rogerem Daltreyem a Kit Hain. V roce 1983 rovněž coby host hrál týden v domácí kapele televizního pořadu Late Night with David Letterman. V roce 1984 se rozpadl Speddingův vztah s Jody Beach.
V roce 1985 začal Spedding přispívat rozhovory s různými hudebníky do pánského časopisu Details, v němž rovněž získal titul hudebního editora. Toho roku rovněž odehrál severoamerické turné s vlastní doprovodnou kapelou a později i krátké akustické turné s Royem Harperem (každý odehrál svůj set jen s akustickou kytarou). Následovala další turné s kapelou, občasně hrál na albech různých hudebníků, včetně Toma Waitse a Johnnyho Hallydaye, a nadále rovněž vystupoval s Gordonem. V březnu 1986 odehrál dva společné koncerty s Calem (bez kapely, pouze oni dva). V říjnu a listopadu toho roku následovalo větší turné, při němž opět hráli bez rytmické sekce. Toho roku rovněž Spedding začal opět chodit s Jody Beach. Dne 24. června 1986 měli svatbu, čímž se po třinácti letech spolupráce stal Caleovým švagrem. Spedding stále oficiálně nemohl ve Spojených státech trvale bydlet a pracovat a řadu let se snažil o získání zelené karty. Američtí úředníci si svatbu vyložili jako pouhou snahu o její získání a Speddingovi dali devadesát dnů na opuštění země. Nakonec se mu však přes právníky záležitost podařilo vyřešit.
V říjnu 1986 vydal své další sólové album Enemy Within. Jeho nahrání zabralo přibližně dva týdny, avšak následně bylo kvůli právním problémům na dva roky uloženo k ledu. Deska obsahuje mimo jiné píseň „Go West“, pod níž jsou autorsky kromě Speddinga podepsáni také John Cale a Jody Beach. Počátkem roku 1987 Spedding absolvoval další turné s Calem, které však provázely problémy, neboť Cale, jenž se nedlouho předtím vyléčil z dlouholeté závislosti na drogách, zakázal během turné jakékoliv drogy, zatímco Spedding nadále užíval kokain, což mu způsobovalo značné potíže. Další turné s Calem následovalo na počátku roku 1988 a později opět koncertoval po Evropě s Robertem Gordonem. Koncem osmdesátých let produkoval jediná dvě alba kanadské rockabillyové kapely The Razorbacks. Rovněž produkoval album hudebníka Mika McClintocka.

### Různé spolupráce (1988–2000)
V roce 1988 začal také pracovat na svém dalším sólovém albu Cafe Days. Bylo to v době, kdy se sám začal zbavovat závislosti na drogách a v době nahrávání alba byl psychicky na dně. V říjnu 1989 odehrál americké a kanadské turné, které následujícího měsíce pokračovalo v Evropě. Album Cafe Days nakonec vyšlo až v září 1990. Roku 1991 následovalo tříměsíční evropské turné. V červnu a červenci 1991 proběhlo turné po Japonsku s novými členy kapely. Po návratu z turné Speddingovi přišli o svůj newyorské byt, následně chvíli bydleli u Joeyho Ramona, ale brzy se rozešli a Spedding přebýval u různých přátel. Následovalo několik dalších turné s Gordonem. V roce 1993 se dal opět dohromady se Stevem Parsonsem a nahráli nové album skupiny Sharks, které následně vyšlo v roce 1995 pod názvem Like a Black Van Parked on a Dark Curve. Později toho (1993) roku, od května do června, absolvoval na dvanáct let poslední turné s Robertem Gordonem. V lednu 1994 se se svou přítelkyní Claudií přestěhoval do Los Angeles, které podle něj mohlo být dobrým místem pro zbavení se veškerých drog. V té době se mu skutečně podařilo zbavit dlouholeté závislosti na kokainu a po dalších třech letech přestal také s kouřením. V té době začal obnovovat vztahy s rodinou v Anglii, kterou od odstěhování do New Yorku nevídal, a rozhodl se najít svou biologickou matku.
V roce 1995 začal opět spolupracovat s Johnem Calem, a to v projektu, který měl navázat na nedávný a v té době již bývalý reunion skupiny The Velvet Underground. V plánované skupině měli kromě Calea hrát ještě další dva členové této kapely, a sice kytarista a baskytarista Sterling Morrison a bubenice Maureen Tuckerová, avšak z projektu sešlo po Morrisonově onemocnění a následné smrti v srpnu toho roku. Tato sestava po sobě zanechala jednu píseň, která vyšla na Caleově albu Antártida. Šlo o vůbec poslední spolupráci mezi Calem a Speddingem. Později toho roku, stejně jako počátkem roku následujícího, odehrál Spedding několik vystoupení s francouzským zpěvákem Dickem Riversem. V roce 1998 hrál několik měsíců vždy jeden den v týdnu ve skupině Stevieho Gurra v domovském klubu v Burbanku a v roce 1999 absolvoval evropské turné s vlastní kapelou. Poté začal hrát s vlastní kapelou v Los Angeles a následně produkoval desku Hop Around od Dee Dee Ramona. Desce se nedostalo téměř žádné propagace a Spedding následně produkoval Ramonovo další album Greatest & Latest – jeho vůbec poslední.

### Nové tisíciletí (od 2000)

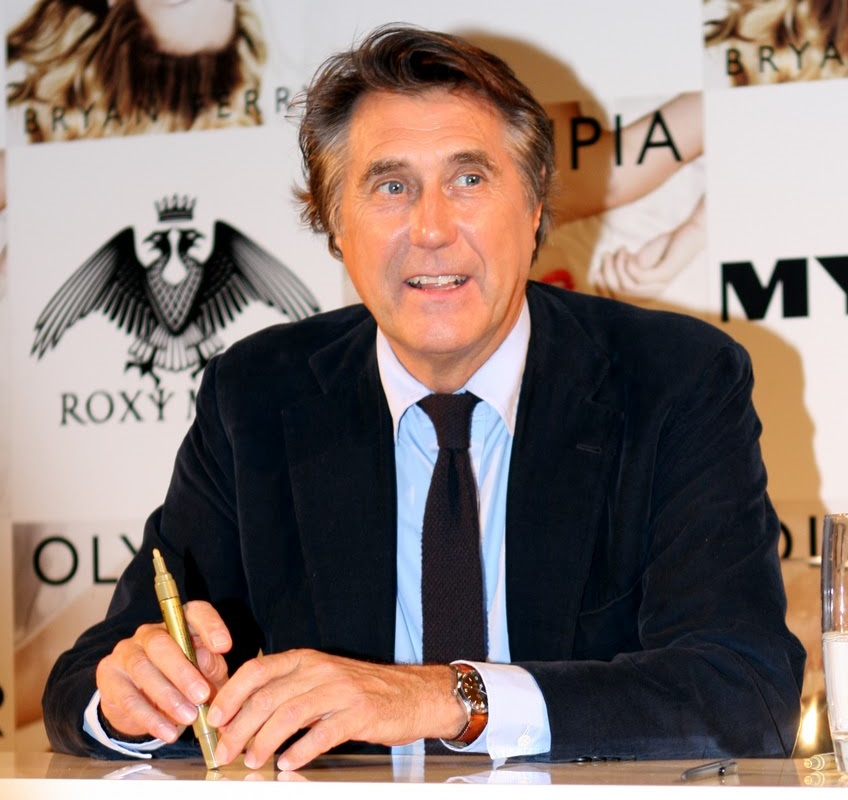
Bryan Ferry (2011)

V březnu 2000 začal Spedding pracovat na svém dalším sólovém albu, prvním po deseti letech. V létě a znovu na podzim 2000, stejně jako počátkem roku 2001, odehrál Spedding další evropská turné. Právě roku 2001 rovněž obnovil spolupráci s Bryanem Ferrym – hrál na jeho desce Frantic a rovněž se účastnil reunionového turné jeho kapely Roxy Music. V březnu 2002, po dvou letech od zahájení práce, vyšlo Speddingovo deváté řadové album One Step Ahead of the Blues, které je složené převážně z coververzí starších bluesových písní. Od května toho roku byl následně členem Ferryho doprovodné skupiny při turné, které s přestávkami pokračovalo až do roku 2004. V březnu 2004 se poprvé v životě setkal se svou biologickou matkou, tehdy již devadesátiletou. Rovněž se dozvěděl, že po válce měla se svým manželem (nikoliv Speddingovým otcem) další dvě děti. Od té doby s matkou udržoval kontakt a rovněž se přestěhoval zpět do Anglie. V roce 2005 se účastnil dalšího turné obnovených Roxy Music a rovněž s kapelou začal nahrávat její první album od roku 1982, které však nikdy nebylo dokončeno.
V srpnu 2005 vydal desáté řadové sólové album Click Clack. Spedding desku nahrál během volných chvil při nabitém období, kdy koncertoval či nahrával s Bryanem Ferrym. V březnu 2006 odehrál evropské turné s vlastní kapelou. Toho roku nahrál s Robertem Gordonem desku It's Now or Never (jejich jediné společné album, uváděné jako dílo obou) a v červenci s ním odehrál evropské turné. Své další sólové album, které dostalo název Pearls, vydal v roce 2011. Kromě autorských písní deska obsahuje také několik coververzí. V té době rovněž působil v kapele King Mob se Stevem Parsonsem a dalšími hudebníky, mezi nimiž byl například baskytarista Glen Matlock ze Sex Pistols. Později, když již tato kapela neexistovala, začal po mnoha letech znovu hrát s Andym Fraserem – on i Parsons se podíleli se Speddingově další desce Joyland. Na albu se podílelo několik dalších hostů, včetně Bryana Ferryho a Johnnyho Marra. Po Fraserově smrti v březnu 2015 se kapela Sharks dala znovu dohromady – kromě Parsonse, Speddinga a dalšího člena klasické sestavy, klávesisty Nicka Judda, v ní hrál například bubeník Paul Cook ze Sex Pistols. V lednu 2017 kapela vydala nové album nazvané Killers of the Deep. Později téhož roku vyšel box set složený ze Speddingových alb, která nahrál pro společnost RAK Records, pod názvem The RAK Years. V červnu 2018 kapela Sharks vydala další album nazvané Ready Set Go. K roku 2018 Spedding nadále zůstával členem doprovodné skupiny Bryana Ferryho.

## Nástroje
Na přelomu šedesátých a sedmdesátých let, během období, kdy začínal pracovat jako studiový hudebník, hrál Spedding často na kytaru Fender Telecaster, kterou použil i na svém debutovém albu Backwood Progression. Později hrál také na Fender Stratocaster či Gibson Les Paul. Coby člen kapely Jacka Bruce hrál také na akustickou kytaru Gibson J-45, kterou mu věnoval právě Bruce. Mezi jeho další akustické kytary patří Gibson J-200. Během amerického turné kapely Sharks v roce 1974 si Spedding zakoupil Gibson Flying V, na kterou hrál řadu let do chvíle, než mu byla v polovině osmdesátých let ukradena. V době, kdy hrál s Robertem Gordonem rockabilly, používal kvůli autenticitě Gretsch Country Club. V devadesátých letech používal kytaru značky ESP vzhledu Stratocaster a kytaru SteelPaul, vyrobenou Jamesem Trussartem. Typickou je pro něj rovněž kytara Gretsch 6120, kterou dostal v roce 2006. Uvádí, že není velkým příznivcem různých kytarových efektů. Říká, že raději vytváří zvuk vlastníma rukama, než těmito pedálovými efekty. Když hrál na baskytaru, byla to často Fender Precision Bass. Uvedl, že hru na baskytaru si velmi užívá. Kromě klavíru a houslí, na něž hrál během dospívání a znalosti využil i ve své pozdější kariéře, hrál také například na buzuki a elektrický sitár.

## Diskografie

### Sólová alba
- Backwood Progression (1970)
- Songs Without Words (1970)
- The Only Lick I Know (1972)
- Chris Spedding (1976)
- Hurt (1977)
- Guitar Graffiti (1978)
- I'm Not Like Everybody Else (1980)
- Enemy Within (1986)
- Cafe Days (1990)
- One Step Ahead of the Blues (2002)
- Click Clack (2005)
- Pearls (2011)
- Joyland (2015)